# Buch (thüringisches Adelsgeschlecht)

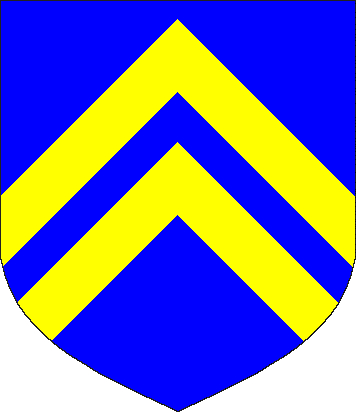
Wappen der älteren Linie der Grafen von Buch

Wappen der jüngeren Linie der Grafen von Buch

Die Grafen von Buch waren ein edelfreies Geschlecht mit gleichnamigen Stammburg in Bucha. Es ist nicht identisch mit dem uckermärkischen Uradelsgeschlecht von Buch oder den 1858 in Meiningen nobilitierten von Buch.

## Geschichte
Die kleine (Vogtei-)Grafschaft Bug, Buh, Buoh, Buc (= Hügel, Bucha), lag im östlichsten Teil des Gaues Wigsezi. Besitzungen der Grafschaft lagen in der Scheidinger Mark, im unteren Teil des Gaues Wigesezi und Einzelbesitzungen im Gau Engilin und Husitin. Die Herrschaftsrechte der Grafen beruhten auf der Vogtei über das Kloster Memleben und das Stift Bibra und gingen kaum darüber hinaus. Sie hatten in Bucha auch eine Gerichtsstätte inne.
Erstmals wird Heinrich von Buch 1147 in einer Urkunde des Stiftes Bibra und am 8. März 1154 als Heinricus comes de Buch in einer Urkunde des Klosters Pforta und auch am 11. August 1157 urkundlich genannt. Er soll verehelicht gewesen sein mit einer Tochter des Siegbodos von Schwarzfeld, nach anderen Berichten mit der Tochter des Sizzo III. von Käfernburg. Heinrich war bis 1190 auch Advocatus des Klosters Memleben. Seine Söhne waren: Hugold, Heinrich II. (1183 Vorsitz des Gerichtsstuhls zu Gernstedt) und Christian von Buch. Christian war Stiftspropst von Merseburg, Reichskanzler von Kaiser Friedrich Barbarossa und Erzbischof von Mainz (1165 † 25. August 1183). Am 15. November 1199 wird Hugoldus comes de Buch in einer Eckartsbergaer Urkunde, 1200 Graf Heinrich und sein Sohn Hugold II. von Buch in einer Pfortenser und derselbe Graf Hugold von Buch am 9. August 1210 in einer Magdeburger Urkunde aufgeführt.
Die Grafen waren Schirmvögte des Klosters Memleben und hatten die Vogtei über das Kloster Bibra. Für das Erlöschen der Familie gibt es verschiedene Angaben: 1255 mit Graf Heinrich, 1259 mit Otto von Buch, 1264 mit Graf Heinrich der seine Vogteirechte verkaufte, 1291 mit dem Naumburger Domherren Otto II. von Buch oder erst nach 1332.

## Persönlichkeiten
- Christian I. Graf von Buch (ca. 1130–1183), Erzbischof von Mainz und Erzkanzler des Heiligen Römischen Reiches.

## Wappen der älteren Linie
Das Wappen zeigt auf blau zwei goldenen Sparren.

## Wappen der jüngeren Linie
Die jüngere Linie der Grafen führte aufgrund der Abstammung aus der Linie Kevernburg-Rabenswalde als Wappen in Gold einen gold gekrönten roten Löwen.